# Titolo di città in Croazia
Nella Repubblica di Croazia la città (in croato grad) è l'unita dell'autogoverno locale che rappresenta un complesso urbano, storico, naturale, economico e sociale. Possono essere inglobati nelle città anche gli abitati periferici che, con l'insediamento cittadino, costituiscono un insieme economico e sociale e sono a questo legati da movimenti migratori ed esigenze di quotidianità d'importanza locale.

## Titolo e amministrazione
Un insediamento abitato, come l'unità dell'autogoverno locale, ha lo status di città se:
- è il capoluogo di una regione (contea) o
- ha più di 10 000 abitanti, o
- viene dichiarato tale in eccezione a quanto sopra, secondo la legge speciale.

Secondo le norme stabilite con la legge, le "grandi città" sono le città che rappresentano il centro dello sviluppo economico, finanziario, culturale, sanitario, scientifico e del traffico del contesto più ampio e che contano più di 35 000 abitanti.
La città di Zagabria, essendo la capitale, costituisce una propria entità (la città a livello di regione/contea) ed è chiamata città (grad).
Nel proprio ambito d’autogoverno le città svolgono attività d’importanza locale volte a soddisfare direttamente le esigenze dei cittadini e che, in base alla Costituzione o alla legge, non siano affidate agli organismi statali o regionali; in particolare le mansioni inerenti l’assetto delle aree abitate e dei relativi centri, la pianificazione urbanistica, l’assistenza dei bambini e sociale, la tutela sanitaria primaria, l’educazione e l'istruzione di scuola elementare, la cultura, lo sport, la tutela dei consumatori, la tutela e lo sviluppo della natura, la protezione antincendio e civile, il traffico sul proprio territorio. Le "grandi città"  e le città sedi di regioni svolgono anche attività nei settori della manutenzione delle strade pubbliche e del rilascio delle licenze edilizie e d'ubicazione, di altri atti legati all’edilizia, nonché d’attuazione dei documenti d’assetto territoriale.
Gli organi delle città croate sono: il consiglio cittadino (municipale) come rappresentanza cittadina ed il sindaco della città come l'organo esecutivo. I consiglieri cittadini ed il sindaco (con uno o due sostituti) vengono eletti alle elezioni dirette a suffragio universale ogni quattro anni. Il referendum si può indire per destituire il sindaco (con i suoi sostituti) nei casi e secondo le modalità previsti dalla legge. Gli affari amministrativi nell'ambito delle attività dell'autogoverno, vengono svolti dai servizi municipali (con gli assessori nominati dal sindaco).
Le città possono essere divise in circoscrizioni cittadine (gradski kotari), quartieri/distretti cittadini a Zagabria (gradske četvrti) e/o comitati locali (mjesni odbori) con i consigli eletti da i cittadini abitanti e il presidente eletto da e tra i consiglieri. Le circoscrizioni cittadine, i distretti cittadini/i quartieri e i comitati locali hanno ruolo consultivo.

## Lista
Dal 2006, ci sono in totale 127 città ufficialmente registrate come tali in Croazia: